# 여한구
여한구(呂翰九, 1969년 11월 14일~)는 대한민국의 제3·6대 산업통상자원부 통상교섭본부장이다.

## 생애
여한구는 서울대학교 경영학과를 졸업한 뒤 36회 행정고시를 거쳐 공직 생활을 시작, 이 기간 서울대 행정대학원, 미국 하버드 대학교에서 행정학 석사(MPA)와 경영학 석사(MBA)를 취득하였다. 2007년에는 산업자원부 무역투자정책본부 자유무역협정팀장으로서 한·EU FTA 협상에 참여하였으며, 이후 다자통상협력과장, 자유무역협정정책관, 통상교섭실장 등을 역임하였다.
문재인 정부에서 제3대 산업통상자원부 통상교섭본부장을 역임하였으며, 현재에도 국민주권정부에서 같은 직을 역임하고 있다.

## 학력
- 1985~1988년 - 경동고등학교
- 1988~1992년 - 서울대학교 경영학 학사
- 2000~2002년 - 하버드 대학교 케네디대학원 MPA
- 2002~2004년 - 하버드 대학교 경영대학원 MBA

## 경력
- 1992년 - 제36회 행정고시 합격
- 2009년 2월 - 지식경제부 기후변화정책팀 팀장
- 2010년 2월 - 세계은행 파견
- 2014년 4월 - 산업통상자원부 다자통상협력과 과장
- 2016년 4월 - 산업통상자원부 자유무역협정정책관
- 2017년 2월 - 산업통상자원부 통상정책국 국장
- 2017년 9월 - 주미국 대한민국 대사관 상무관
- 2019년 3월 - 산업통상자원부 통상교섭실 실장
- 2020년 7월 - 대통령비서실 신남방신북방비서관
- 2021년 8월~2022년 5월 - 산업통상자원부 통상교섭본부장
- 2022년 8월~2023년 12월 - 2030부산세계박람회 유치위원회 유치사절단 위원
- 2022년 9월~2025년 6월 - 미국 싱크탱크 아시아 소사이어티 정책연구소(ASPI) 연구위원
- 2023년 1월~2024년 5월 - 국회의장 직속 경제외교자문위원회 민간위원
- 2023년 6월~2025년 6월 - 피터슨국제경제연구소 선임위원
- 2025년 6월~현재 - 산업통상자원부 통상교섭본부장

## 저서
- 《하버드 MBA의 경영수업 》 (2007년)
- 《그들은 왜 신발대신 휴대전화를 선택했는가》 (2013년) ISBN 9788994963945

## 상훈
- 1993년 - 총무처장관 표창
- 2006년 - 산업자원부장관 표창
- 2006년 - 대통령 표창